# Linhares (Celorico da Beira)
Linhares ist eine Gemeinde (Freguesia) im portugiesischen Kreis Celorico da Beira. In ihr leben 213 Einwohner (Stand 19. April 2021). Linhares gehört zu den zwölf historischen Dörfern, den Aldeias Históricas.

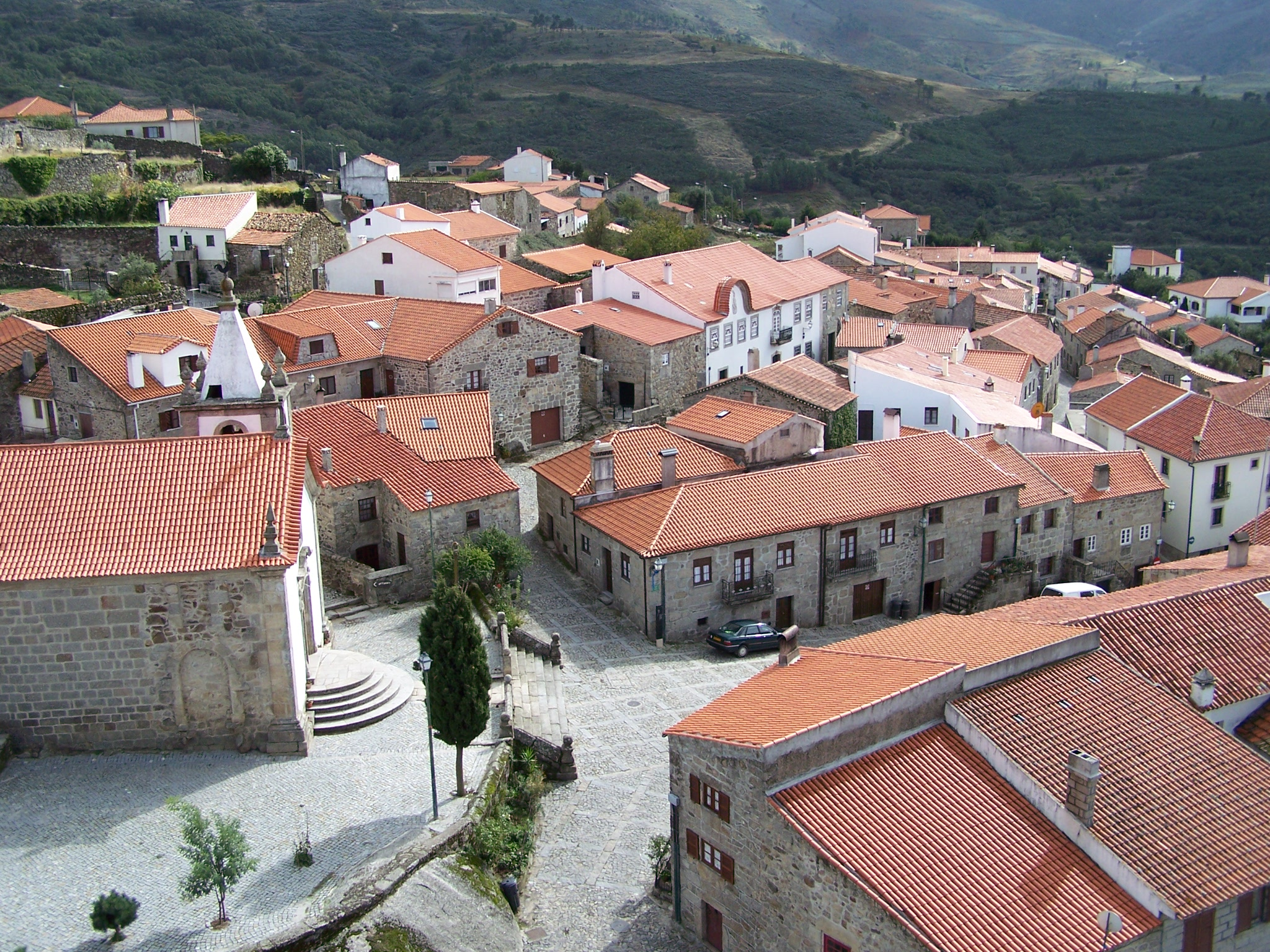
Blick von der Burg auf Linhares

## Geografie
Auf etwa 800 Metern Höhe am Rand des Naturparks der Serra da Estrela gelegen, ist der Ort etwa 15 km von der Kreisstadt Celorico da Beira entfernt.

## Geschichte
Vermutlich gründeten keltiberische Turdulen den Ort im 6. Jahrhundert vor Christus. Im Westgotenreich hieß er Lenio oder Leniobriga und war ein Bischofssitz. Nachdem er lange in arabischem Besitz war, eroberte König Alfons III. im Jahr 900 Linhares, das danach wieder von den Arabern zurückerobert wurde. Erst Portugals erster König, D.Afonso Henriques nahm ihnen den Ort endgültig an und gab ihm 1169 seine ersten Stadtrechte (Foral). Bereits als Linhares bekannt, von dem hier in großer Zahl angebauten und verarbeiteten Linho (dt.: Leinen), wurde das Gebiet mehrmals vom Königreich León angegriffen, jedoch ohne je dauerhaft erobert werden zu können. Angesichts der anhaltenden Invasionsgefahr baute König D.Dinis die Festung bis 1291 stark aus. Grund war die strategisch bedeutende Lage des Ortes gegen drohende Invasionen am Tal des Mondego, durch den zudem Handelswege zwischen Kastilien und Porto und Lissabon verliefen, aber auch Wege der Jakobspilger entlang den alten römischen Straßen.
1510 erneuerte König Manuel I. die Stadtrechte. 1576 wurde in der ehemaligen Pilgerherberge ein Krankenhaus der Santa Casa de Misericórdia eingerichtet, und der Ort nahm auch in kultureller Hinsicht Aufschwung. So wirkten hier u. a. Grão Vasco und der flämische Maler Frei Carlos. Nach dem Restaurationskrieg und der wiederhergestellten Unabhängigkeit des Landes 1640 nahm die Bedeutung des Ortes ab. Linhares behielt dabei, als einer der wenigen Orte der Region, die von den Lusitaniern ererbte Tradition der gemeinschaftlichen Versammlungen als Teil der örtlichen Selbstverwaltung und Allmenden bei.
Bis 1855 war Linhares Sitz eines eigenständigen Kreises, um seither zum Kreis von Celorico da Beiro zu gehören und seinen Status als Vila (Kleinstadt) zu verlieren. Der Ort verlor weiter an Bedeutung und geriet zunehmend in Vergessenheit, bis er in den 1980er Jahren unter Freunden des Paraglidings bekannt wurde. 1994 erhielt der Ort, dank seiner historischen Bedeutung und seiner vielfältigen und gut erhaltenen Bausubstanz, eine Qualifizierung als Aldeia Histórica (dt.: historisches Dorf), und wurde 1998 in das neugeschaffene Programm der Aldeias Históricas de Portugal aufgenommen. Der Fremdenverkehr hat seither an Bedeutung gewonnen, wobei er nicht auf Massentourismus, sondern auf Naturtourismus (Wandern, Paragliding u. a.) und Turismo rural ausgerichtet ist. So unterhält die Inatel hier ein Haus mit 26 Zimmern.
2011 besuchte Jancis Robinson, die bekannte britische Weinkritikerin, den Ort, und bezeichnete ihn als mystisch.

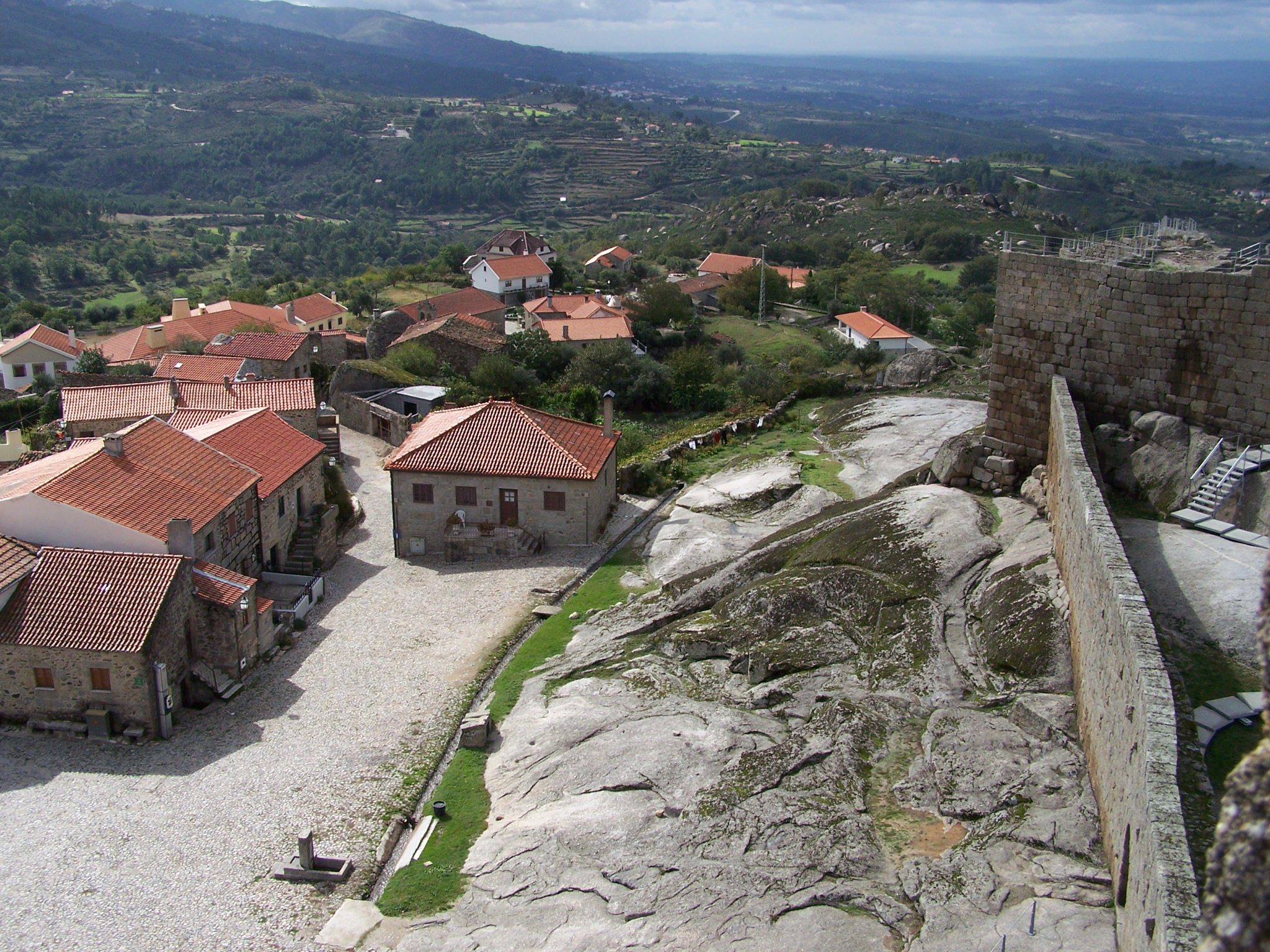
Ausblick von der Burg

## Kultur, Sport und Sehenswürdigkeiten
Unter seinen 28 denkmalgeschützten Bauwerken sind eine Reihe Herrenhäuser, Brunnenanlagen, Kirchen und frühere öffentliche Gebäude, vor allem aus dem 16. Jahrhundert und zum Teil mit manuelinischen Fenstern. Neben Bauwerken des jüdischen Lebens im Ort sind insbesondere zu nennen die Reste der römischen Straße, die romanisch-gotische Burganlage aus dem 12. Jahrhundert, und die aus dem 11. Jahrhundert stammende Gemeindekirche (Igreja Paroquial)  Igreja de Nossa Senhora da Assunção, die nach verschiedenen Erweiterungen romanische, manieristische und barocke Elemente zeigt, und in ihrem Inneren Wandgemälde und vergoldete (Talha Dorada) Altarretabel und Kassettendecken birgt.
Am Miradouro Virtual (dt.: Virtueller Aussichtspunkt) kann man neben der Aussicht auch einen virtuellen Stadtrundgang und Filme und Texte abrufen. Am Photomaton können Fotos mit virtuellen historischen Hintergrundprojektionen gemacht werden.
Es gibt hier einen Paragliding-Simulator, und eine Paragliding-Schule. Auch internationale Paragliding-Veranstaltungen finden hier statt, etwa die Paragliding World Cup Portugal 2010.
Im Festungsturm ist ein Tourismusbüro untergebracht. Verschiedene Wander- und Radwanderwege sind im Gemeindegebiet angelegt.